# 吕登豪森
吕登豪森是德国巴伐利亚州的一个市镇。总面积6.88平方公里，总人口810人，其中男性386人，女性424人（2011年12月31日），人口密度118人/平方公里。